# Toonavora
Toonavora is een geslacht van vlinders uit de onderfamilie Olethreutinae van de familie bladrollers (Tortricidae). De wetenschappelijke naam van het geslacht is voor het eerst geldig gepubliceerd in 2006 door Marianne Horak.
De typesoort van het geslacht is Eucosma aellaea Turner, 1916.

## Soorten
- Toonavora aellaea (Turner, 1916)
- Toonavora spermatophaga (Diakonoff & Bradley, 1976)